# Verónica Castro
Verónica Castro  (Mexikóváros, Mexikó, 1952. október 19. –) mexikói színésznő, énekesnő és producer.

## Élete és pályafutása
1952. október 19-én született Mexikóvárosban. Testvére José Alberto Castro, producer. Fia Cristian Castro, énekes. 1987-ben főszerepet játszott a Rosa salvaje című telenovellában. 1997-ben szerepet kapott a Pueblo chico, infierno grande című sorozatban.

## Filmográfia

### Telenovellák
- 2009: Los exitosos Pérez ... Roberta Santos
- 2006: Código postal  ... Beatríz
- 1997: Pueblo chico, infierno grande  ... Leonarda Ruán
- 1993: Valentina  ... Valentina Isabel Montero/Valentina de los Ángeles
- 1990: Mi pequeña Soledad  ... Isadora Fernandez de Villasenor /Soledad Contreras
- 1987: Rosa salvaje  ... Rosa Garcia Montero
- 1986: Amor prohibido  ... Nora
- 1985: Felicidad, ¿dónde estás?  ... Karina
- 1984: Yolanda Luján  ... Yolanda Luján
- 1983: Cara a cara  ... Laura
- 1982: Verónica: El rostro del amor  ... Verónica
- 1981: El derecho de nacer  ... María Elena del Junco
- 1979: Los ricos también lloran  ... Mariana Villareal
- 1978: Pasiones encendidas  ... Martha
- 1976: Mañana será otro día ... Gabriela
- 1975: Barata de primavera  ... Karina Labrada
- 1972: El edificio de enfrente
- 1971: El amor tiene cara de mujer
- 1969: No creo en los hombres

### Filmek
- 1990: Dios se lo pague
- 1989: El ausente
- 1986: Chiquita pero picosa ... Florinda Benitez/Flor
- 1986: El niño y el Papa  ... Alicia/Guadalupe
- 1985: Nana
- 1980: Navajeros  ... Toñi
- 1981: Johnny Chicano
- 1977: Nobleza ranchera
- 1975: Acapulco 12-22
- 1975: Guadalajara es México
- 1974: El primer paso... de la mujer
- 1974: La recogida
- 1973: Mi mesera
- 1973: Novios y amantes
- 1973: Volveré a nacer ... María
- 1972: Cuando quiero llorar no lloro
- 1972: La fuerza inútil
- 1972: El arte de engañar
- 1972: Un sueño de amor
- 1972: Bikinis y rock

### Műsorok
- 2008: Mujeres asesinas ... Emma
- 2007: Mentiras y verdades
- 2005: Big Brother VIP 4
- 2005: Big brother 3R
- 2004: Big Brother VIP 3
- 2003: Big Brother VIP 2
- 2002: Big Brother VIP
- 1996: La tocada
- 1995: En la noche
- 1992: Y vero América va!
- 1991: La movida
- 1989: Bienvenidos aquí está
- 1988: Mala noche... ¡No!
- 1986: Algo muy especial de Verónica Castro
- 1984: Esta noche se improvisa
- 1980: Noche a noche
- 1975: Muy agradecido
- 1972: Sábado '72
- 1972: Revista musical Nescafe
- 1971: Revista musical
- 1966: Operación Ja Ja

## Diszkográfia
- 2013: 80 Años Peerless Una Historia Musical
- 2009: Resurrección
- 2008: Serie Diamante
- 2005: Por esa Puerta
- 2003: 70 Años Peerless Una Historia Musical
- 2002: Imágenes
- 1999: Ave Vagabundo
- 1997: La Tocada
- 1996: De Colección
- 1995: La Mujer del Año
- 1993: Vamonos al Dancing
- 1992: Romantica Y Calculadora
- 1992: Rap de La Movida
- 1991: Tudo É Bom Pra Se Dançar
- 1990: Solidaridad
- 1990: Mi Pequeña Soledad,
- 1990: Viva La Banda
- 1988: ¡Mamma Mia!
- 1988: Maxi Disco Rosa Salvaje
- 1987: Reina de la Noche
- 1986: Maxi Disco Macumba
- 1986: Simplemente Todo
- 1986: Esa Mujer
- 1985: Cantaré, cantarás
- 1983: Tambien Romantica
- 1982: Sábado en la Noche Tiki-Tiki
- 1982: El Malas Mañas
- 1981: Cosas de Amigos
- 1980: Norteño
- 1979: Aprendí a Llorar
- 1978: Sensaciones
- 1974: Verónica Castro